# Via della Condotta
Via della Condotta è una strada urbana di Firenze, da piazza San Firenze a via Calzaiuoli, vicina a piazza della Signoria.
Anticamente il suo nome era via del Garbo e poi via degli Antellesi (i Garbo e gli Antellesi erano ricche famiglie di mercanti). Il nome attuale deriva da una magistratura che pare vi si insediò, gli "Ufficiali della Condotta", incaricati di arruolare le milizie assoldate dalla Repubblica fiorentina, anche se, in realtà, questo ufficio era in piazza della Signoria, accanto al Tribunale della Mercanzia.
La via è una delle più autenticamente medievali della città, con torri, palazzi e palagi risalenti a quell'epoca, spesso scevri da manomissioni più recenti.
In questa via è esistente ancora un capitello dell'antica loggia dei Buonaguisi che dettero il nome al canto, già Canto dei Fiascai (con via delle Farine). Altri "canti" (incroci) sono il canto della Condotta e il canto dei Cartolai (dei professionisti cioè della carta e del libro, che avevano le proprie botteghe densamente concentrate nel distretto dell'isolato attorno alla Badia Fiorentina). Tra i torchiatori più importanti in questa strada vi furono quelli di Lorenzo Torrentino e di Giorgio Marescotti.
All'angolo con via delle Farine si trova il palazzo delle Farine ed altre architetture di rilievo sono la torre dei Sacchetti, la torre degli Alepri, palazzo Giugni e il palazzo dei Cerchi. Proprio davanti al palazzo dei Cerchi si possono vedere alcune case con lo stemma carthusia della Certosa del Galluzzo, anticamente possedute dai certosini.
Al numero 8 una targa ricorda la sede del Comitato toscano di liberazione nazionale che nell'agosto del 1944 diramò da questa casa l'ordine di rivolta contro l'occupazione tedesca.
In via della Condotta è presente il consolato dell'El Salvador.